# السفارة السعودية في البيرو
سفارة المملكة العربية السعودية في البيرو، هي بعثة دبلوماسية سعودية تقع في عاصمة البيرو ليما، ويترأس البعثة سفير خادم الحرمين الشريفين حسن بن محمد الأنصاري منذ 21 يونيو 2022.

## السفراء
- وليد بن عبد الله مقيم حتى 21 يونيو 2022.
- حسن بن محمد الأنصاري منذ 21 يونيو 2022.[4]

## وصلات خارجية
- موقع سفارة المملكة العربية السعودية السعودية في البيرو
- وزارة الخارجية السعودية (بالعربية)
- Ministry of Foreign Affairs of Kingdom of Saudi Arabia (بالإنجليزية)